# Bilkis Dadi
Bilkis Dadi (trad. lit. "Abuela Bilkis"; nacida Bilkis Bano) (Uttar Pradesh, 1 de enero de 1938) es una activista india que estuvo al frente de las protestas contra la Ley de Ciudadanía (Enmienda) de 2019 (CAA) aprobada por el Gobierno central de la India. Recibió cobertura nacional e internacional durante la sentada de protesta en Shaheen Bagh, en Delhi. Por su papel en la protesta de Shaheen Bagh, llegó a ser conocida como una de las "Dadis de Shaheen Bagh" (Abuelas de Shaheen Bagh) y pasó a formar parte de la lista Time 100 y de la lista 100 Women in 2020 de la BBC. Fue nombrada "Mujer del Año" en The World's 500 Most Influential Muslims for 2020.

## Biografía
Bilkis nació el 1 de enero de 1938 en un pueblo del distrito de Hapur, en Uttar Pradesh (India). No recibió educación formal y creció leyendo el Corán Sharif. Vice resume su vida: "Pasó su vida criando a sus seis hijos, cultivando la tierra y criando ganado". Su marido murió cuando ella tenía unos 70 años. Vive en Shaheen Bagh, Delhi, con sus nueras y nietos.

## Trayectoria activista
Bilkis se sentó con dos de sus amigas, Asma Khatoon (90) y Sarwari (75), y cientos de musulmanas bajo una tienda de campaña en Shaheen Bagh, bloqueando una importante autopista de Delhi, durante más de tres meses. Bilkis y sus dos amigas llegaron a ser conocidas como las Dadis de Shaheen Bagh (en español: Abuelas de Shaheen Bagh) Las otras mujeres de la familia de Bilkis también se turnaron para participar en la protesta La propia Bilkis no faltó ni un solo día a la protesta. En el invierno de Delhi, permaneció sentada en el lugar de la protesta desde las 8 de la mañana todos los días. También participó en los micrófonos abiertos. La protesta comenzó en respuesta a la violencia policial en la universidad Jamia Millia Islamia, situada cerca de Shaheen Bagh: "Continuamos nuestra sentada incluso cuando lloviera, bajara el mercurio o subiera la temperatura. Llevábamos sentados desde que nuestros hijos fueron apaleados en Jamia. Hubo disparos delante de nosotros, pero nada nos disuadió".
En una entrevista publicada en Livemint, afirmó que es por la idea de una India plural con la que ella y su difunto marido crecieron por lo que está luchando, "a pesar de todo... Aprobaron el veredicto de Babri Masjid, la ley del triple talaq (divorcio instantáneo), la desmonetización, no dijimos nada, pero no toleraremos esta división". Durante la protesta de los agricultores indios de 2020-2021, Bilkis intentó unirse a las protestas, pero fue escoltada por la policía. Expresó su solidaridad con los agricultores en un acto celebrado en el Club de Prensa de la India. Muchos medios de comunicación, entre ellos OpIndia y Zee News, la han criticado, calificándola de tapadera de elementos radicales y separatistas y de "simpatizante de fuerzas contrarias a la India".

## Reconocimientos
El 23 de septiembre de 2020, la revista Time la incluyó en su lista de las 100 personas más influyentes de 2020 en la categoría de iconos. En su perfil, la periodista y escritora Rana Ayyub la describió como "la voz de los marginados". En noviembre de 2020, la BBC la incluyó  en la lista de 100 mujeres inspiradoras e influyentes de todo el mundo para 2020. La BBC la cita diciendo: "Las mujeres deben sentirse capacitadas para salir de sus casas y alzar la voz, especialmente contra la injusticia. Si no salen de casa, ¿cómo van a demostrar su fuerza?". Bilkis compartió el Premio Quaid Millat a la Honestidad en la Política/Vida Pública 2020 con Karwan-e-Mohabbat. Apareció en la edición de 2021 de The Muslim 500: Los 500 musulmanes más influyentes del mundo, que la nombró "Mujer del año". La explicación, de una página de extensión, dice: "A partir de una simple sentada de protesta gandhiana en una carretera de su localidad de Shaheen Bagh, en Delhi, consiguió llamar la atención del mundo sobre la última señal de la caída de la India...". Gal Gadot calificó a Bilkis como una de sus "mujeres maravilla personales" al comentar que "la activista de 82 años que lucha por la igualdad de la mujer en la India me demostró que nunca es demasiado tarde para luchar por aquello en lo que crees".